# Henk Uterwijk

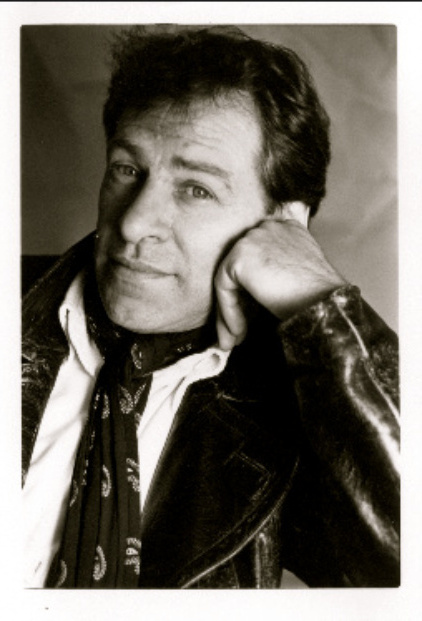
Henk Uterwijk

Hendrik „Henk“ Uterwijk (* 24. August 1938 in Muiden; † 14. Oktober 2014 in Oudehorne (Heerenveen) ) war ein niederländischer Schauspieler in Film, Fernsehen und Theater. Darüber hinaus war er auch als Theaterregisseur aktiv.

## Leben und Karriere
Henk Uterwijk, geboren 1938 in Muiden, bei Amsterdam, arbeitete in den 1950er Jahren zuerst im Hotelfachgewerbe. 1961 schrieb er sich dann nach bestandener Aufnahmeprüfung für die Akademie der Schauspielkunst der Theaterschule in Amsterdam ein. Nach seinem Abschluss dort im Jahr 1964 debütierte er am Nieuw Rotterdams Toneel (1964–1967). Dann trat er in die Theatergruppe Studio (1967–1969) ein, die damals von Kees van Iersel geleitet wurde und spielte die nächsten zehn Jahre am Zuidelijk Toneel Globe (1969–1979). Schließlich spielte er noch mehrere Jahre in der Theaterszene und in der Jugendgruppe Amstel Theater (1982–1985). Er nahm eine Reihe von Engagements bei freien Theatern wahr und war darüber hinaus auch Leiter von Amateurtheaterstücken in verschiedenen Studentenclubs.
Von 1966 an sah man Henk Uterwijk gelegentlich auch in Film und Fernsehrollen. So spielte er unter anderem in den Fernsehminiserien Sil de strandjutter und De zesde klas mit, ferner hatte er 1981 einen kleinen Auftritt neben Götz George und Eberhard Feik im Horst Schimanski Tatort – Duisburg-Ruhrort. 1984 sah man ihn in der niederländisch-deutschen Literaturverfilmung Ein Loch in der Grenze. Uterwijk arbeitete neben seiner Tätigkeit als Schauspieler auch als Synchronsprecher.
Er starb am 14. Oktober 2014 im Alter von 76 Jahren im niederländischen Oudehorne, bei Heerenveen.

## Filmografie (Auswahl)

### Kino
- 1970: Rubia’s Jungle
- 1975: Mens erger je niet
- 1983: De Anna

### Fernsehen
- 1966: De zaak Sacco en Vanzetti (Fernsehfilm)
- 1967: De dood van een handelsreiziger (Fernsehfilm)
- 1969: De kleine zielen (Fernsehserie, zwei Episoden)
- 1974: De vloek van Woestewolf (Fernsehserie, fünf Episoden)
- 1975: Uit de wereld van Roald Dahl (Fernsehserie, eine Episode)
- 1975: Die Biene Maja (Fernsehserie, eine Episode)
- 1976: Sil de strandjutter (Fernsehminiserie)
- 1979: Marco de hond (Fernsehserie, eine Episode)
- 1980: De zesde klas (Fernsehminiserie)
- 1981: Tatort: Duisburg-Ruhrort (Fernsehreihe)
- 1984: Ein Loch in der Grenze (Gat in de grens) (Fernsehfilm)